# Exposant d'un groupe
En algèbre générale, l'exposant d'un groupe est une notion de théorie des groupes.
On peut l'utiliser pour démontrer le théorème de Kronecker sur la structure des groupes abéliens finis.
Elle correspond à une hypothèse du problème de Burnside de 1902, on la trouve donc dans le théorème de Burnside associé.

## Définition
Soit G un groupe, d'élément neutre noté e. On appelle exposant,de G le plus petit entier strictement positif n, s'il existe, tel que
S'il n'en existe pas, on dit que G est d'exposant infini.
Cette définition équivaut à : l'exposant de G est le plus petit commun multiple des ordres des éléments du groupe si tous ces ordres sont finis et admettent un majorant commun, et l'infini sinon.
Une condition nécessaire (mais pas suffisante, cf. infra) pour que l'exposant d'un groupe soit fini est donc que ce groupe soit de torsion.
Remarque
Soit toujours G un groupe, d'élément neutre noté e. Les entiers relatifs n tels que xn = e pour tout élément x de G forment un sous-groupe de (Z, +), qui, comme tout sous-groupe de (Z, +), admet un unique générateur naturel (éventuellement nul). Si ce générateur est non nul, il est égal à l'exposant de G tel que défini ci-dessus. Si le générateur est nul, l'exposant de G tel que défini ci-dessus est égal à l'infini. Certains auteurs définissent l'exposant de G comme le générateur naturel en question. Cette définition ne diffère de la précédente que dans le cas où l'exposant au premier sens est infini ; dans ce cas, l'exposant au second sens est nul. Avec la seconde définition, la caractéristique d'un corps est l'exposant de son groupe additif.

## Exemples
- L'exposant du groupe quotient {\displaystyle \mathbb {Q} /\mathbb {Z} } ou du p-groupe de Prüfer {\displaystyle \mathbf {C} _{p^{\infty }}} est l'infini.
- L'exposant du groupe alterné A3 est 3.

## Propriétés
- L'exposant d'un groupe fini est nécessairement fini : c'est même un diviseur de l'ordre du groupe. En effet, dans un groupe fini, l'ordre de chaque élément divise l'ordre du groupe d'après le théorème de Lagrange.
- L'exposant d'un groupe fini G d'ordre n est égal au produit des exposants des Gp où, pour chaque facteur premier p de n, Gp désigne l'un quelconque des p-sous-groupes de Sylow de G[5].
- Tout groupe abélien d'exposant fini contient au moins un élément dont l'ordre est égal à l'exposant du groupe. En effet, dans un groupe abélien, l'ensemble des ordres des éléments est stable par PPCM (voir ordre (théorie des groupes)#Ordre d'un produit), donc si cet ensemble possède un maximum, cet ordre est multiple de tous les autres.
- Tout groupe nilpotent fini contient au moins un élément dont l'ordre est égal à l'exposant du groupe[6].